# ووت ایکس‌اف۲یو
ووت ایکس‌اف۲یو (به انگلیسی: Vought XF2U) یک هواپیمای ساختِ کارخانهٔ ووت در کشور ایالات متحده آمریکا است. این هواپیما برای نخستین بار در ۲۱ ژوئن ۱۹۲۹ میلادی مورد استفاده قرار گرفت.